# (1139) Atami
(1139) Atami es un asteroide que cruza la órbita de Marte orbitando alrededor del Sol una vez cada 3 años. Fue descubierto el 1 de diciembre de 1929 por Okuro Oikawa y Kazuo Kubokawa desde el Observatorio Astronómico de Tokio, Japón. Está nombrado en honor a un puerto pesquero cerca de Tokio.

## Sistema binario
Observaciones fotométricas y espectrales del radiotelescopio de Arecibo confirmaron, en 2005, un satélite de unos 5 km por lo menos a 15 km del primario. Debido al tamaño similar entre el primario, de unos 6 km, y el secundario, el Minor Planet Center los clasificó como un asteroide binario.